# Co kryje prawda
Co kryje prawda (tytuł oryg. What Lies Beneath) – amerykański film grozy z 2000 r., którego reżyserem jest Robert Zemeckis. Zrealizowany do scenariusza Clarka Gregga. Film był nominowany do Saturna w trzech kategoriach: najlepszy horror, najlepsza aktorka (Michelle Pfeiffer) i najlepszy reżyser.

## Obsada
- Harrison Ford (dr Norman Spencer)
- Michelle Pfeiffer (Claire Spencer)
- Diana Scarwid (Jody)
- James Remar (Warren Feur)
- Joe Morton (dr Drayton)
- Miranda Otto (Mary Feur)
- Amber Valletta (Madison Elizabeth Frank)

## Fabuła
Dr Norman Spencer, chirurg, (Harrison Ford) mieszka wraz z żoną Claire (Michelle Pfeiffer) w posiadłości nad jeziorem. Małżeństwo właśnie pożegnało córkę Caitlin (Katharine Towne), która wyjechała na studia. Wraz z odejściem dziecka, w życiu Spencerów – głównie Claire – zaczyna się coś dziać. W rodzinnym gniazdku Normana i Claire dochodzi do niecodziennych zjawisk.